# Kenny van der Weg
Kenny van der Weg (* 19. Februar 1991 in Rotterdam, Südholland) ist ein ehemaliger niederländischer Fußballspieler. 

## Karriere
Er lancierte seine Profikarriere beim NAC Breda. Erste Einsätze für die erste Mannschaft der Herren in der Eredivisie hatte er in der Saison 2012/13. In den kommenden Jahren kam er regelmäßig zum Einsatz. Am Ende der Saison 2014/15 stieg er mit seinem Verein in die zweite holländische Liga ab. Nach einer Saison mit NAC Breda in der Eerste Divisie, wobei der direkte Wiederaufstieg nicht gelang, wechselte van der Weg in die höchste schottische Liga zu Ross County.
Nachdem van der Weg in der Saison 2020/21 ohne Klub war, schloss er sich Mitte 2021 dem Amateurklub RBC Roosendaal an. Ende des Jahres war van der Weg nach einem Spiel an einer Schlägerei mit gegnerischen Spielern beteiligt, woraufhin er den Klub umgehend verließ und sein Karriereende erklärte.

## Erfolge
Ross County FC
- Scottish League Challenge Cup: 2018/19